# グリニッチ・ビレッジの青春
『グリニッチ・ビレッジの青春』（Next Stop, Greenwich Village）は、1976年に公開されたアメリカ映画。1950年代のニューヨークを舞台とした青春ドラマである。脚本・監督をポール・マザースキーが務め、レニー・ベイカー、シェリー・ウィンタースらが出演した。

## あらすじ
1953年。ブルックリン出身のユダヤ系アメリカ人のラリーはスターを夢見る青年。ラリーは母親の異常なまでの過保護さを免れグリニッチ・ビレッジに移り住む。そこには彼と同じように俳優や画家などを夢見る若者たちで溢れていた。早速ラリーにも仲間が出来る― 風変わりなコニー、自殺未遂を繰り返すアニタ、気分屋の詩人ロバート、ゲイで黒人のバーンスタイン、そしてラリーの彼女となるサラ。彼らが役者としてハリウッドを目指すラリーの新しい家族となる。

## スタッフ
- 監督 - ポール・マザースキー
- 脚本 - ポール・マザースキー
- 製作 - ポール・マザースキー、アンソニー・レイ
- 撮影 - アーサー・オーニッツ（英語版）
- 衣装 - アルバート・ウォルスキー
- 編集 - リチャード・ハルシー（英語版）
- 音楽 - ビル・コンティ

## キャスト
- ラリー・ラピンスキー - レニー・ベイカー（英語版）（徳丸完）
- フェイ・ラピンスキー - シェリー・ウィンタース（寺島信子）
- サラ - エレン・グリーン（弥永和子）
- アニタ - ロイス・スミス（藤夏子）
- ロバート - クリストファー・ウォーケン（野島昭生）
- バーンスタイン - アントニオ・ファーガス（千田光男）
- ベン・ラピンスキー - マイク・ケリン（上田敏也）
- ハーブ - ルー・ジャコビ（英語版）（飯塚昭三）
- クライド・バクスター - ジェフ・ゴールドブラム
- ニック・ケスラー - ビル・マーレイ (ノンクレジット)
- パーティーの男 - スチュワート・パンキン（英語版） (ノンクレジット)
- ハウスレントパーティーの男 - ヴィンセント・スキャヴェリ (ノンクレジット)

## 批評・その他
批評は概して良い。北米の大手レビュー・サイト「Rotten Tomatoes」では、スコアは11レビューで100％である。本作は、本作同様ニューヨーク市を舞台とした1953年のスタンリー・キューブリック監督作品『恐怖と欲望』で役者としてデビューしたマザースキー監督自身の自伝的物語である。尚、本作は1976年の第29回カンヌ国際映画祭に出品された。